# ケムシ

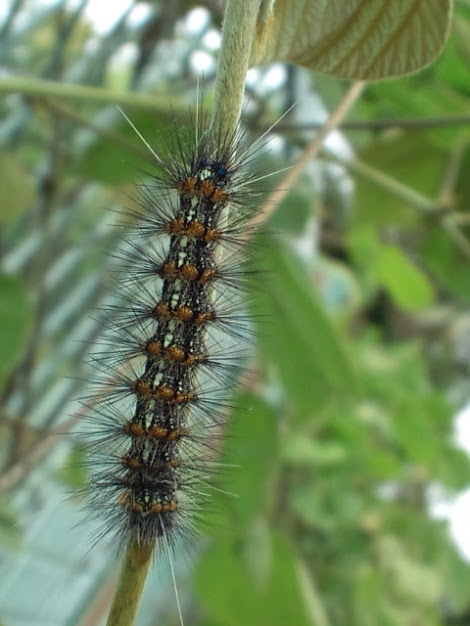
クワゴマダラヒトリ（ヒトリガ科）の幼虫。長く目立つ毛をもつ典型的なケムシ。無毒

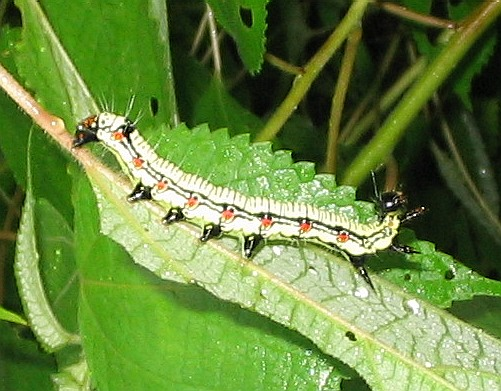
フクラスズメ（ヤガ科）の幼虫。毛は短く目立たず、イモムシとの境界あたりの形態をもつ

ケムシ（毛虫）は、チョウやガの幼虫のうち、毛や棘が生えているもの。特にガ類の幼虫で毛が多いものを指す場合が多い。ただし、少々毛の生えたイモムシと、明確な区別はない。
毒毛をもっていると思われて毛嫌いされることが多いが、実際に有毒なのはごく一部に過ぎず、日本産のガではドクガ科、カレハガ科、ヒトリガ科、イラガ科、マダラガ科の一部の幼虫に限られる。とはいえ、有毒種のいくつかはごく普通種でもある。
全身に長い毛の生えたものや、細かい毛の生えたものなど、様々な形のものがあるが、有毒な種でも、すべての毛に毒があるわけではない。また毛の目立たないものにも有毒種がある。

## 有毒な毛虫

### ドクガ科
目立つ長い毛は無毒。毒毛は逆に非常に短く、束になっていて、長い毛の合間に規則的に配列している。肉眼では毛が生えているようには見えず、むしろビロード状の斑紋があるように見える。個々の毛もほとんど粉のようにしか見えない。これを毒針毛（どくしんもう）と呼んでいる。
毒針毛は抜けやすく、皮膚につくと刺さって皮内で壊れ、内部に封じ込められていたヒスタミン（蚊の唾液成分と同じ）などを放出するため、長い間かゆみに苛まれる。また、幼虫はたいてい蛹になるときに繭に毒針毛をぬりつけ、さらにそれを成虫が体表につけるものが多い。
産卵時に親が卵の表面に毛を塗りつけるため、卵にさわっても刺される場合すらある。主要な有毒種であるドクガ、チャドクガ、モンシロドクガなどは2齢幼虫から終齢幼虫の時期に毒針毛をもつ。これらの種では終齢幼虫の毒針毛を、繭・成虫・卵塊・1齢幼虫と次々と受け継ぐことで、一生涯毒針毛をもっていることになる。
ドクガ科でもマイマイガのように1齢幼虫の時期しか毒針毛をもたない種類や、ヒメシロモンドクガ、スギドクガ、エルモンドクガ、ダイセツドクガ、カシワマイマイなどのようにドクガ科でありながら毒針毛を一切もたない種類もある。日本産のドクガ科の毛虫では、ドクガ、チャドクガ、モンシロドクガ、キドクガなどが毒性が強く、注意を要する。

### カレハガ科
ドクガ科と同様に毒針毛をもつ幼虫が知られている。ドクガ科の毒針毛の束は幼虫の背面の多くの体節にまたがって対を成して配列することが多いが、カレハガ科の幼虫の毒針毛の束は胸部に集中して帯状の塊になることが多い。ドクガ科と異なり、長く、肉眼でも容易に毛のように見える。刺激を受けた幼虫は胸部を腹側に湾曲させ、この毒針毛の束を突き出して外敵に叩きつけて防御する。毒針毛の束が2束ある場所が皮膚のひだの内部にあり、胸部を屈曲させたときにはじめて露出する種もある（カレハガ、マツカレハ、ツガカレハ、クヌギカレハ、ヤマダカレハなど）。中には、タケカレハやヨシカレハのように毒針毛の束を頭部付近と尾部付近に1束ずつもつ種もある。ドクガ科と同様に幼虫がさなぎになるときには繭の内側から毒針毛を突き刺して植えつけるため、繭に触れると危険である。しかし、ドクガ科とは異なり成虫にはこの毒針毛は付着しない。日本産のカレハガ科で毒性が強く危険なものは、マツカレハ、クヌギカレハ、タケカレハなどである。

### ヒトリガ科
毒針毛をもつ種類はわずかである。ヤネホソバや、その近縁種であるツマキホソバなどが該当する。それ以外の種類は、ヒトリガを始め、シロヒトリ、アメリカシロヒトリ、クワゴマダラヒトリ、カノコガなど毒針毛をもたない種類が多い。

### イラガ科、マダラガ科
これらの幼虫は扁平で毛が少なく、ケムシには見えないものもある。短い棘が並んでおり、この付け根の体内に毒液の入った袋があり、注射器のように毒液を外敵の皮膚に注入する。これを毒棘（どくきょく）と呼ぶ。この型のものでは、幼虫の期間だけ刺す能力がある。ただし、イラガ科のアオイラガ属（アオイラガ、クロシタアオイラガ、ヒロヘリアオイラガ）の幼虫には毒棘とともに尾部に毒針毛の束があるので、繭の表面には触れないほうがよい。イラガ科の幼虫の大半は毒棘で刺す能力があるが、マダラガ科の幼虫の場合、毒棘をもつ種は限られる（タケノホソクロバ、ウメスカシクロバ、リンゴハマキクロバなど）。しかし、毒棘をもたないマダラガ科の幼虫の体表には外敵に攻撃されたときに不快な味のする防御液を分泌する腺をもつもの（ミノウスバなど）が多く、これがイラガ科やマダラガ科の毒棘と系統的に関連があると考えられる。

## よく見かける毛虫
毛虫は見かけが派手で、刺すものもあり、また作物や果樹、庭木を食い荒らすものもあるため、人からの評価は非常に良くない。葉桜の季節には、毛虫が目の前あるいは身体や衣服の上に降ってきたりして嫌がられることがしばしばある。
一般に馴染みがあるのは、庭木の葉を食い荒らす上に毒があるドクガ類、マツカレハなどである。
刺さない方では、大型になり、黄色い顔に黒い目の模様があるマイマイガの幼虫がよく知られている。マイマイガの若齢幼虫は糸を張ってぶら下る習性から別名ブランコケムシともいう。秋にカラムシを裸にし、餌がなくなると道路を練り歩くフクラスズメの赤い頭、黒い体の毛虫も有名。また、戦後の外来種であるアメリカシロヒトリは、庭木に群生して糸で巣を作り、時折大発生して話題になる毛虫である。

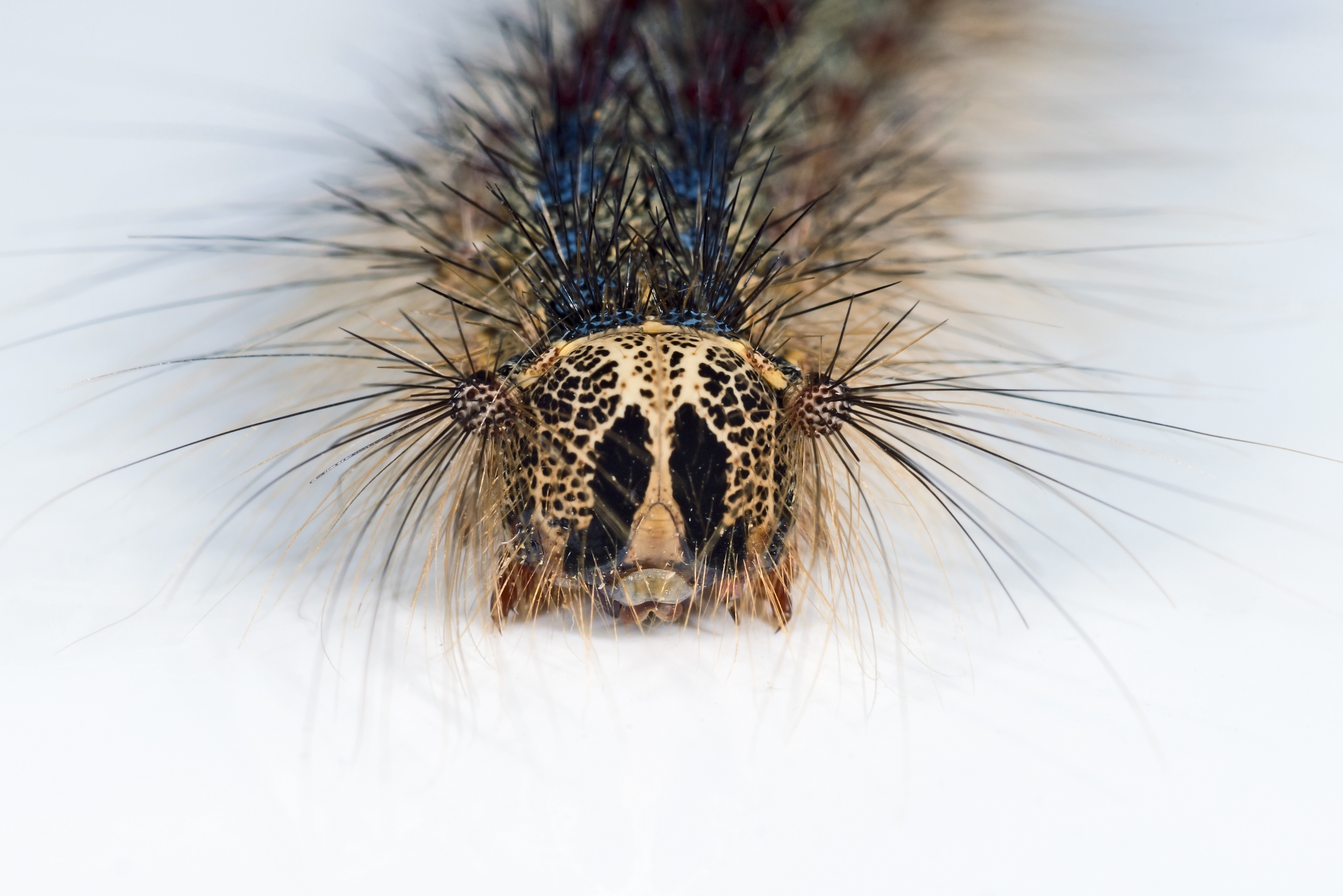
マイマイガの幼虫の顔

チョウの幼虫では、アカタテハやヒョウモンチョウ類の幼虫が、背中にまばらに棘状の突起を並べている。普通は多産するものではないが、ツマグロヒョウモンは鉢植えのパンジー類の寄せ植えに発生することがあり人間の目に留まりやすい。

## 特に名をもつ毛虫
- イラムシ - イラガの幼虫
- クマケムシ - ヒトリガ・シロヒトリなどの幼虫
- シラガタロウ・クリケムシ - クスサンの幼虫
- ブランコケムシ - マイマイガの幼虫
- テンマクケムシ・ウメケムシ - オビカレハの幼虫
- マツケムシ - マツカレハの幼虫
- マツノギョウレツケムシ (en:Pine_Processionary)  - シャチホコガ科の一種マツノギョウレツケムシガの幼虫。南欧に広く生息し、『ファーブル昆虫記』にオサムシの好餌として登場することで有名である。

## 毛虫に似た昆虫

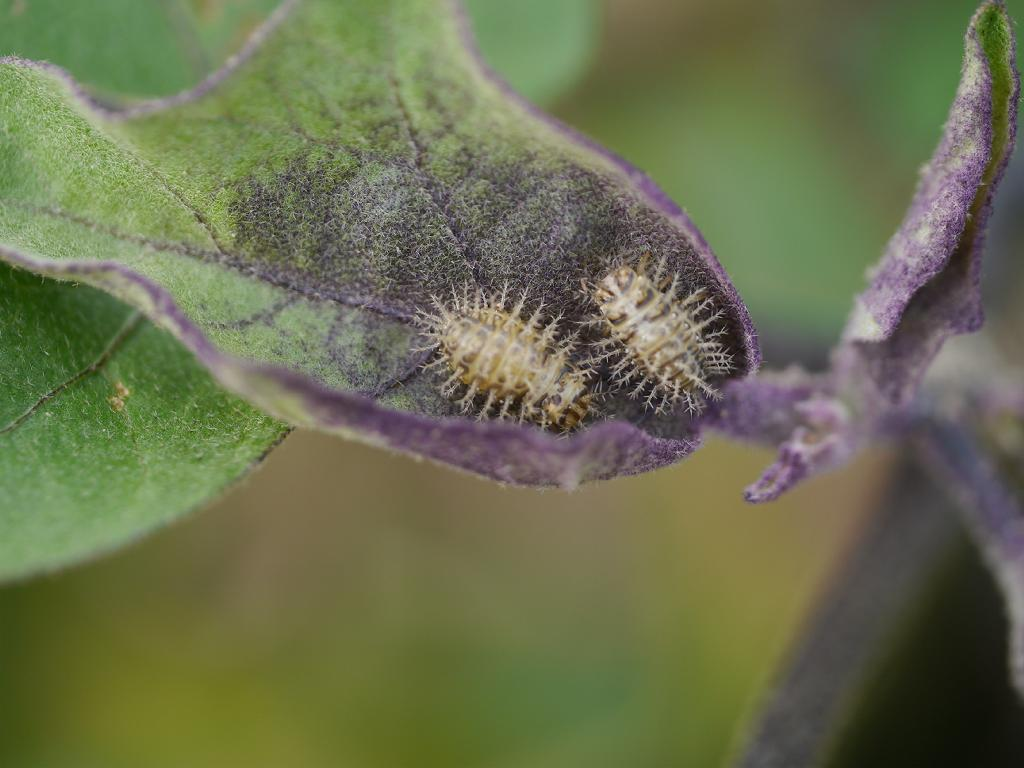
ニジュウヤホシテントウの幼虫

甲虫類のテントウムシはチョウやガとは遠縁だが、草食性のニジュウヤホシテントウやトホシテントウなどの幼虫は肉食種とは姿が全く異なり、多数の毛棘が生えた短い毛虫のように見える。これは有毒な毛虫に擬態して捕食者を忌避させる進化とも考えられる。

## 駆除法
一般的には農薬（殺虫剤）を散布して駆除するが、ケムシが成長してくると農薬が効きにくくなることがあるので早期に散布するのがよい。
個体数が少ない場合は捕殺してもよい。また、個体数が多くても限られた枝などにだけ群れている場合は、その部分を切り払い焼却してしまう方法もある。
冬場にマツの幹に藁を巻き、春先にその中で越冬するマツカレハの幼虫ごと焼却する駆除法もある。「こも巻き」と呼ばれ、江戸時代から大名庭園などでも行われてきたとされるが、近年その効果を疑問視する意見もある。